# Golden Wings Aviation
Golden Wings Aviation South Sudan est une compagnie aérienne privée basée à Djouba, au Soudan du Sud. Le transporteur opère en tant qu'affilié régional de la compagnie sud-africaine Golden Wings Aviation, en vertu d'un certificat d'opérateur aérien sud-africain.